# 666 International
666 International treći je studijski album norveškog black metal-sastava Dødheimsgard. Album je 11. lipnja 1999. godine objavila diskografska kuća Moonfog Productions.

## O albumu
Albumom 666 International Dødheimsgard napušta tradicionalni black metal stil koji je okarakterizirao njegova prethodna dva albuma te nastavlja razvijati glazbeni stil prikazan na EP-u Satanic Art (iz 1998. godine). Na albumu se priklanja avangardnijem glazbenom stilu koji spaja black i industrial metal te uključuje nekoliko elektroničkih i klavijaturističkih interludija. 
666 International posljednji je Dødheimsgardov album na kojem Apollyon svira bas-gitaru i na kojem Zweizz svira klavijature; također, bio je to posljednji album na kojem je glavni vokalist bio Aldrahn, sve do njegova povratka sastavu 2013., kad s njime snima album A Umbra Omega. Budući da 2003. godine skraćuje svoje ime u DHG, ovo je ujedno i posljednji uradak objavljen pod imenom Dødheimsgard.
Klavirski uvod u pjesmi „Shiva-Interfere” preuzet je iz posljednje pjesme EP-a Satanic Art pod imenom "Wrapped in Plastic".
Album je 2011. godine ponovno objavila britanska diskografska kuća Peaceville Records te je ta inačica albuma sadržavala i dvije bonus pjesme: „Hæmorrhage Era One Reconstructed” i "Proton Navigator", od kojih je prva pjesma prvi put bila objavljena 2000. godine u kompilaciji Moonfog 2000: A Different Perspective.
Album se zapravo sastoji od 66 skladbi. Snimke od rednog broja 10. do 65. zapravo čini samo po nekoliko sekundi tišine. Skladbu pod rednim brojem 66. čini glazba koja traje oko minutu i pol te nakon nje slijedi otprilike još deset minuta tišine.

## Recenzije
William York, glazbeni kritičar sa stranice AllMusic, opisuje 666 International kao "razrađen, ambiciozan i kreativan album kojemu je suđeno da frustrira [black metal] puriste".

## Popis pjesama
Tekstovi: Aldrahn i Fog. 
| 1.    | »Shiva-Interfere«               | Vicotnik | 9:10  |
| 2.    | »Ion Storm«                     | Vicotnik | 4:20  |
| 3.    | »Carpet Bombing« (instrumental) | Zweizz   | 2:25  |
| 4.    | »Regno Potiri«                  | Vicotnik | 10:19 |
| 5.    | »Final Conquest«                | Vicotnik | 5:59  |
| 6.    | »Logic« (instrumental)          | Zweizz   | 0:59  |
| 7.    | »Sonar Bliss«                   | Vicotnik | 7:39  |
| 8.    | »Magic« (instrumental)          | Zweizz   | 1:43  |
| 9.    | »Completion«                    | Vicotnik | 6:28  |
| 49:02 |                                 |          |       |

## Zasluge
| Dødheimsgard - Aldrahn (Bjørn Dencker Gjerde) – gitara, vokali - Fixit (Yusaf Parvez) – gitara - Apollyon (Ole Jørgen Moe) – bas-gitara - Czral (Carl-Michael Eide) – bubnjevi, perkusija - Mr. Magic Logic (Zweizz) – klavijature | Dodatni glazbenici - Fog – tekstovi Ostalo osoblje - Tom „Thrawn” Kvålsvoll – mastering - Bjørn Boge – produkcija, inženjer zvuka, miksanje |